# Gehpelz

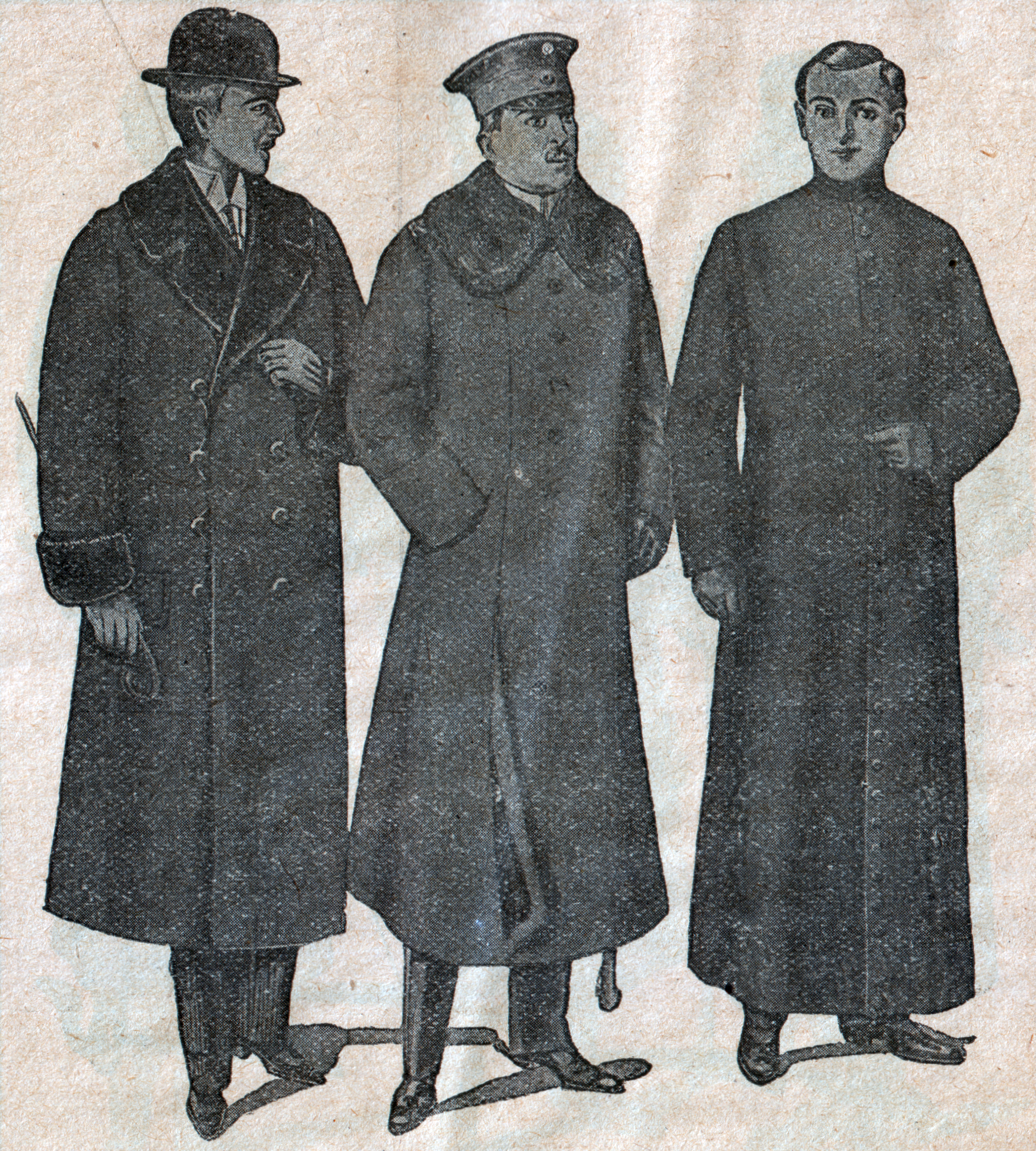
Links: Gehpelz
Mitte: Offizierspelz
Rechts: Reverende mit Pelzfutter für die Herren Geistlichen (M. Boden, Breslau, 1917)

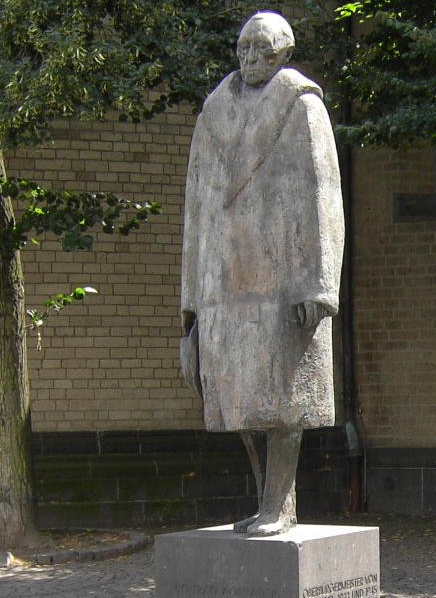
Zitat: „Adenauer in einem Gehpelz, den Kopf ein wenig zwischen die Schultern gezogen, starkem Gesichtsaudruck und in der rechten Hand, an die Hosennaht gelegt, der zerbeulte Hut.“
(Herbert Hoven über die Statue in Köln)

Ein Gehpelzⓘ, auch Stadtpelz, ist ein Herrenwintermantel mit Pelzbesatz und Pelzfutter. Beide Bezeichnungen gerieten nach dem Zweiten Weltkrieg (1939–1945) zunehmend in Vergessenheit. Die kürzere Variante wurde Pelzsakko genannt. Der Gehpelz galt einmal als ein Attribut des gepflegten Herrn und als Symbol bürgerlichen Wohlstands.
Während pelzgefütterte Kleidung heute meist aus leichten Oberstoffen (Microfaser, Popeline und Ähnlichem) gefertigt ist, stand anstelle des geringen Gewichts zu Zeiten von unbeheizten Bahnen und Autos die wärmende Wirkung der Winterkleidung weit mehr im Vordergrund. Daher wurden für die Stoffhüllen auch meist kräftige und daher schwere Tuche verarbeitet. In dem Maße, wie die pelzgefütterten Herrenmäntel leichter wurden, ging auch der Begriff Gehpelz weitgehend verloren.
Mit dem Aufkommen der Kraftfahrzeuge wurde eine besonders warme Variante des pelzigen Männermantels geschaffen, der Automobilistenmantel, meist war er allerdings mit dem Haar nach außen gearbeitet. Die eleganteren Modelle mit dem Pelz innen wurden als Automobilpelz oder als Gehpelz angeboten; für Außenpelze und für die ländlichen Schlitten- und die Kutschermäntel war der Begriff Gehpelz nicht gebräuchlich.
In der Regel war der Pelz fest mit dem Stoffteil verbunden. Eine chemische Reinigung gab es noch nicht, die Tuchmäntel wurden nur ausgebürstet, Flecken wurden ausgerieben, der Pelz wurde zum Entstauben und gegen Mottenbefall geklopft. Wollte oder musste man den Stoffmantel doch einmal waschen, musste der Pelz abgetrennt und anschließend wieder neu eingenäht werden, bei dieser Gelegenheit war auch eine Pelzreinigung möglich. Meist endete das Innenfutter etwa acht Zentimeter zurückgesetzt an einem Stoffbeleg, luxuriöser war es, wenn es bis an die Vorderkanten reichte und in Revers und Kragen überging. Möglichst waren der Kragen und die Revers fellbesetzt, manchmal als Fellblende bis zum Saum, einen vollausgefütterten Gehpelz vortäuschend. Meist wurde der Kragen ohne Reverseinschnitt als Schalkragen gearbeitet. Auch ansonsten waren die Modelle männlich konservativ, der größte Unterschied bestand meist darin, ob der Mantel ein Einreiher oder Zweireiher war sowie in den Stoffqualitäten und -farben. Hier gab es eine größere Auswahl: gekämmte Stoffe, Satin, glatter Krepp und Köper, einfarbig oder in gemischten Farben wie otterbraun, bleu, marengo oder tiefgrün. Im Laufe der Zeit wählte man immer dunklere Farben, vor allem schwarz. Häufig waren auch die Manschetten aus Fell. Die Ärmel waren entweder nur wattiert oder ebenfalls mit Fell gefüttert. Fellarten mit festem Grannenhaar erweisen sich hier als problematisch, das Fell fängt entgegen der Grannenrichtung an zu krauchen, insbesondere bei engen Teilen und bei leichten Oberstoffen auch im Rumpf.

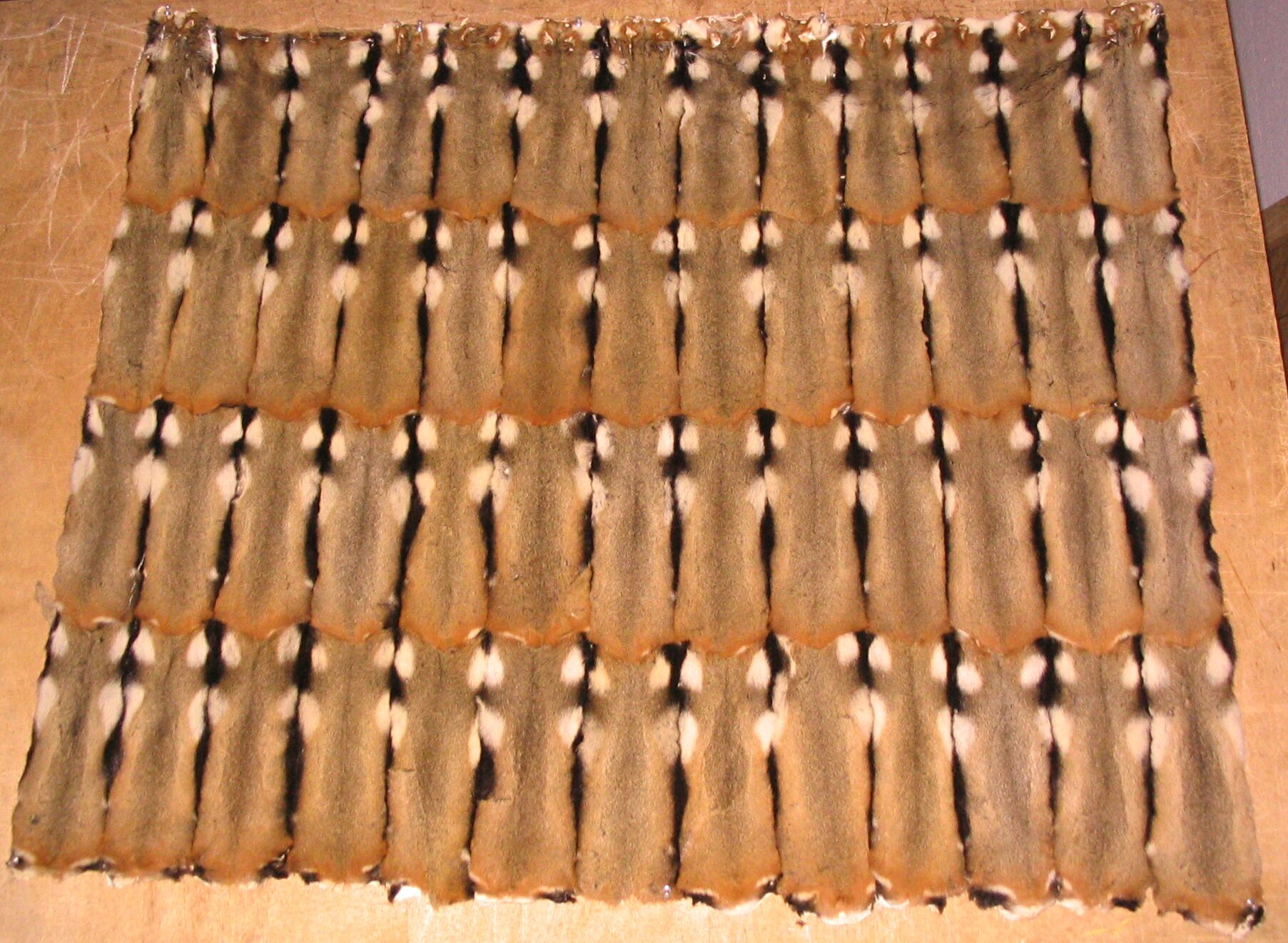
Hamstertafel („Hamsterfutter“) für ein Mantelfutter, das klassische Herrenmaterial

Typische Materialien für den Besatz waren Biberfell, sowohl naturbelassen (ein ausgesprochenes Männermaterial, als Spitzbiber gehandelt), als auch gerupft, Nutriafell, Otterfell, Amerikanischer Zobel oder Virginischer Iltis, wichtig war auch der Persianer. Etwas weniger kostspielig waren zum Beispiel, je nach Marktlage, Bisamrücken, Waschbärfell, australisches Possumfell oder amerikanisches Opossumfell. Für Innenfutter wurden fast sämtliche im Handel befindlichen Fellarten verwendet, häufig beispielsweise das leichte Hamsterfell, Kaninfell, Bisamrücken oder -wamme, Nutria und Biber, aber auch Pelzstücken.
Ein Marktbericht, als Beispiel das Jahr 1928, einer Zeit schwieriger Wirtschaftslage, stellte fest, dass das früher für den guten Herrenpelz so häufige Nerzinnenfutter inzwischen zu den Seltenheiten zählte. Als sogenanntes farbiges Pelzwerk war Bisamrücken mit einem Otterkragen das gesuchte Material. Für feine, leichte Stadtpelze war Sealbisam mit Sealotterkragen, in billigeren Ausführungen Sealelectric (schwarz gefärbtes geschorenes Kaninfell) am begehrtesten. Als Bezüge wurden ausschließlich schwarze und marengo Drapé (ein eleganter, edler Wollstoff) und Melton (ein Streichgarnstoff) verwendet. Eine große Nachfrage bestand nach billigen Gehpelzen. Diese wurden mit Electric-Seiten (Kanin-Bauchstücken), Sealbisam-Kopffuttern und Electric-Kragen ausgestattet, der Preis betrug nur selten mehr als 100 bis 150 Mark. Sehr begehrt waren farbige Futter in mittleren Preislagen von etwa 200 bis 400 Mark. Hierfür fanden Bisamstirn-, Bisambacken und Nutriaseitenfutter in Verbindung mit Electric-Sealbisam und Biberkragen hauptsächliche Verwendung. – Unterschieden vom Gehpelz wurde der gleich lange Herrensportpelz. Aus englischen Stoffen gearbeitet, wurde er in den hochwertigen Ausführungen mit Bisamrücken, Bisamwamme oder Nutria gefüttert und mit Otter, Bisam oder bestem Opossum besetzt. Für die große Menge in der mittleren Preislage, aus guten deutschen Ulsterstoffen, nahm man Hamster-, Nutriette- (braun Kanin), Murmel- sowie Pelzstückenfutter, für die Kragen Biber, australische und tasmanische Opossum in mittleren Qualitäten. Der ebenfalls sehr verbreitete billige Sportpelz, meist kürzer und ebenfalls aus Ulsterstoffen, hatte einen kurzen Kragen statt des für lange Pelze bevorzugten Schalkragens. Als Futter kamen neben billigem Lammfell hauptsächlich Fellstücken infrage, wie zum Beispiel Murmelseiten- und Murmelstücken-, Lammfellstücken-, Nutriakopf- und Stückenfutter. Für den Kragen war seit einigen Jahren ein  Biberersatz aktuell (Biberlamm?), sowie Opossumschweifkragen und auch Opossumfell. Der Chauffeurpelz und der Herrenautopelz waren inzwischen weitgehend durch den sportlichen Herrenpelz verdrängt worden.
Besonders hervorgehoben wurden Gehpelze aus russischen Kürschnereien, die „kaum zu übertreffen“ waren. 1884 heißt es: „Neben den chinesischen Kürschnerarbeiten kennen wir als die besten: die Zobel- und Fuchsfutter aus der kaiserlichen Kabinettskürschnerei in St. Petersburg“. Schöps weist in diesem Zusammenhang 50 Jahre später allerdings darauf hin, „dass trotz hoch entwickelter Leistung der russische Kürschner aber doch mehr für die Bedürfnisse der grossen Volksmassen als für den auserlesenen Geschmack“ arbeitete.
Als schwierige Arbeit des Kürschners galt schon immer das exakte Abnehmen des Schnittmusters von einem Kundenmantel. Bis noch in die 1970er Jahre musste der angehende Kürschnermeister nachweisen, dass er nicht nur das Muster passgenau abnehmen konnte, sondern die Kunst, ein Innenfutter auch selber einzupassen („anschlagen“), beherrschte. Obwohl zu der Zeit der Kürschner in der Regel nicht mehr selber nähte und auch das Einfüttern des fertig gearbeiteten Pelzfutters inzwischen meist komplett in den Arbeitsbereich der dem Kürschner zuarbeitenden Pelznäherin fiel.
Das Aufgabengebiet des Schneiders war von dem des Kürschners weitgehend getrennt, in Zunftzeiten wurden Verstöße streng verfolgt. Entweder kam der Kunde mit dem fertigen Mantel zum Besetzen und Ausfüttern zum Kürschner, oder der Schneider brachte die ungefütterte Maßarbeit zur Fertigstellung mit Pelzfutter und Pelzkragen vorbei, eventuell mit dem Schnittmuster. Lediglich die Konfektion bot bereits um 1900 fertig ausgefütterte Gehpelze für den Einzelhandel an. Erst etwa in den 1970er Jahren begannen die Kürschner in größerer Zahl selbst, Hüllen genannte, Stoffmäntel und -jacken für Pelzinnenfutter zu produzieren.

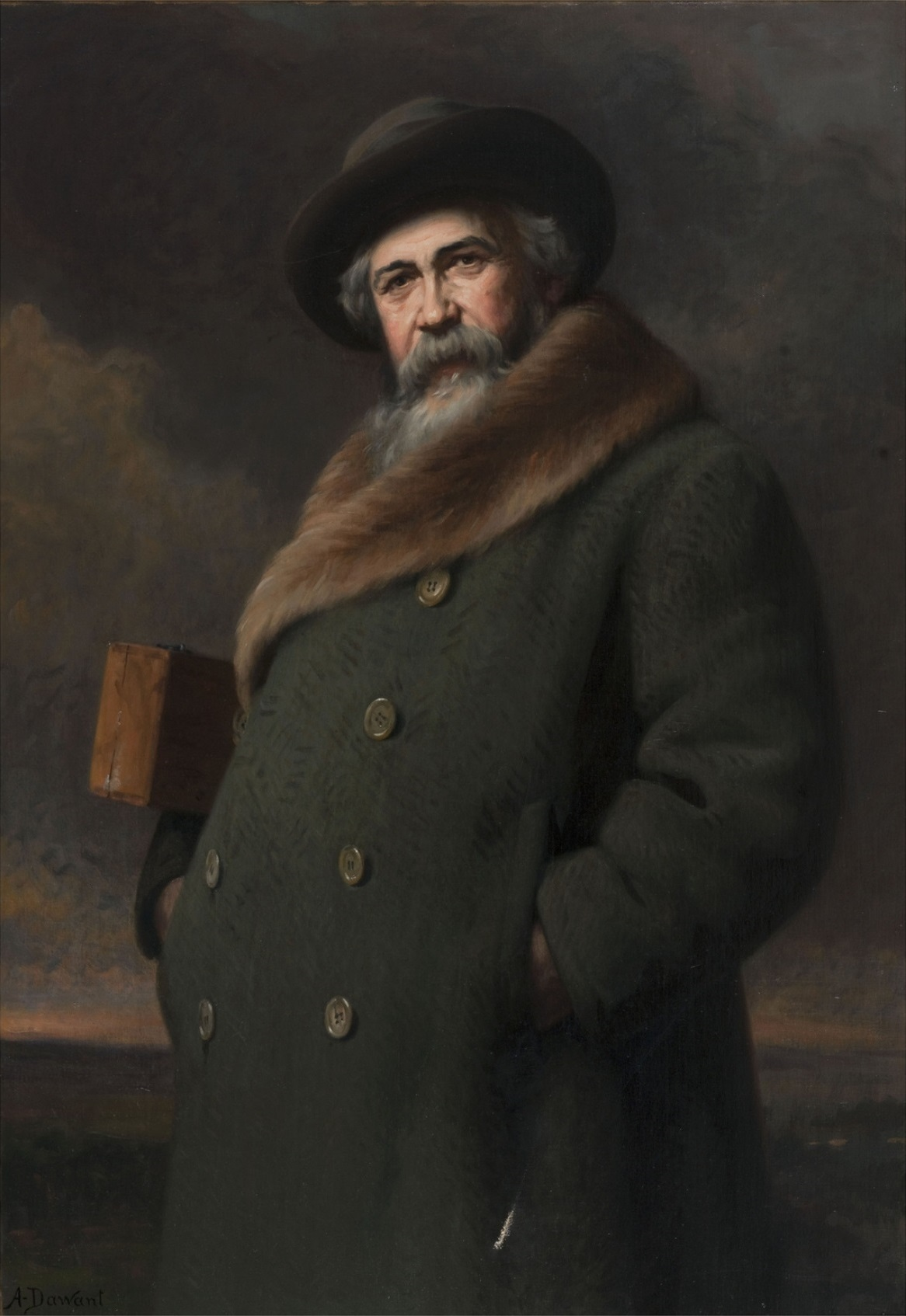
Der französische Maler Adrien-Demont im Gehpelz (vor 1923)

## Belege
1. ↑  Alexander Tuma: Pelz-Lexikon. Pelz- und Rauhwarenkunde. XVIII. Band. Verlag Alexander Tuma, Wien 1949. Stichwort „Gehpelz“
2. ↑  
Rudolf Toursel: Das Einfüttern, Oktober 1965
3. ↑  Effi Horn: Pelze. Verlag Mensch und Arbeit, München 1968, S. 160
4. 1 2  
Anna Municchi: Der Mann im Pelzmantel. Zanfi Editori, Modena 1988, S. 20–47.  ISBN 88-85168-18-3
5. ↑  Dorothee Backhaus: Brevier der Pelze. Keysersche Verlagsbuchhandlung Heidelberg – München, 1958, S. 179–180 (→ Inhaltsverzeichnis).
6. ↑  Redaktion: Die neuen Herrenpelze. In: Der Rauchwarenmarkt Nr. 108, Berlin, 8. September 1928
7. ↑  Paul Schöps: Der deutsch-russische Rauchwaren-Handel vor dem Weltkriege. Verlag „Der Rauchwarenmarkt“, Leipzig 1933, S. 28–29. Primärquelle Heinrich Lomer: Der Rauchwaaren-Handel. Leipzig, 1864.